# Wereldbekerkwalificatietoernooi schaatsen 2022/2023
Het wereldbekerkwalificatietoernooi schaatsen Nederland 2022/2023 werd van 28 tot en met 30 oktober 2022 gehouden in de overdekte ijsbaan Thialf in Heerenveen. De wedstrijd was de selectiewedstrijd voor de wereldbeker schaatsen 2022/2023. De top vijf op elke afstand wordt principe afgevaardigd naar de eerste vier wereldbekerwedstrijden in Stavanger, Heerenveen en twee keer Calgary.
Op alle individuele afstanden (500, 1000, 1500, 3000, 5000 en 10.000 meter) had Nederland op basis van het voorgaande seizoen vijf startplekken verdiend, bij zowel mannen als vrouwen. Op zondag na de klassieke afstanden vond de vierde wedstrijd van de mass start competitie plaats, de invulling van de wereldbekerploeg voor massastart, ploegenachtervolging en teamsprint is aan de bondscoach, Rintje Ritsma.

## Tijdschema
| Programma           |           |                                                                                   |
| Datum               | Aanvang   | Onderdelen                                                                        |
| vrijdag 28 oktober  | 17.00 uur | 5000 meter mannen, 1e 500 meter mannen, 1500 meter vrouwen, 2e 500 meter mannen   |
| zaterdag 29 oktober | 13.50 uur | 1e 500 meter vrouwen, 3000 meter vrouwen, 2e 500 meter vrouwen, 1500 meter mannen |
| zondag 30 oktober   | 13.00 uur | 10.000 meter mannen, 5000 meter vrouwen, 1000 meter vrouwen, 1000 meter mannen    |

## Mannen

### 500 meter
| #  | Schaatser             | Ploeg                     | 1e omloop | 2e omloop | Beste tijd |
| -- | --------------------- | ------------------------- | --------- | --------- | ---------- |
| 1  | Stefan Westenbroek    | Team Reggeborgh           | 35,14     | 34,87     | 34,87      |
| 2  | Merijn Scheperkamp    | Team Jumbo-Visma          | 35,23     | 34,88     | 34,88      |
| 3  | Dai Dai N'tab         | Team Jumbo-Visma          | 35,21     | 34,95     | 34,95      |
| 4  | Janno Botman          | Team Reggeborgh           | 34,96     | 35,20     | 34,96      |
| 5  | Hein Otterspeer       | Team Reggeborgh           | 35,05     | 35,09     | 35,05      |
| 6  | Sebas Diniz           | Team IKO                  | 35,18     | 35,10     | 35,10      |
| 7  | Tijmen Snel           | Team Jumbo-Visma          | 35,13     | 35,35     | 35,13      |
| 8  | Joep Wennemars        | Team Jumbo-Visma          | 35,36     | 35,14     | 35,14      |
| 9  | Gijs Esders           | Team IKO                  | 35,34     | 35,22     | 35,22      |
| 10 | Louis Hollaar         | Team Reggeborgh           | 35,29     |           | 35,29      |
| 11 | Kayo Vos              | Team IKO                  | 35,45     | 35,49     | 35,45      |
| 12 | Armand Broos          | Team IKO                  | 35,53     | 35,45     | 35,45      |
| 13 | Serge Yoro            | Team Jumbo-Visma          | 35,53     | 35,55     | 35,53      |
| 14 | Mats Siemons          | Team Reggeborgh           | 35,54     | 35,68     | 35,54      |
| 15 | Thomas Krol           | Team Jumbo-Visma          | 35,54     |           | 35,54      |
| 16 | Rem de Hair           | Gewest Fryslân            | 35,79     | 35,65     | 35,65      |
| 17 | Thomas Geerdinck      | Team Novus                | 35,66     | 35,88     | 35,66      |
| 18 | Tim Prins             | Gewest Fryslân            | 35,70     | 35,76     | 35,70      |
| 19 | Pim Stuij             | KNSB Talent Team Zuidwest | 35,88     | 35,70     | 35,70      |
| 20 | Elwin Jongman         | Gewest Fryslân            | 35,86     | 35,73     | 35,73      |
| 21 | Joost van Dobbenburgh | Gewest Fryslân            | 36,00     | DNF       | 36,00      |
| 22 | Sven Kemp             | Gewest Fryslân            | 36,14     | 36,17     | 36,14      |
| 23 | Chris Fredriks        | TalentNED                 | 36,31     | 36,16     | 36,16      |
|    | Kai Verbij            | Team Jumbo-Visma          | DNF       |           |            |

### 1000 meter
| #  | Schaatser          | Ploeg                        | Tijd    |
| -- | ------------------ | ---------------------------- | ------- |
| 1  | Hein Otterspeer    | Team Reggeborgh              | 1.08,39 |
| 2  | Joep Wennemars     | Team Jumbo-Visma             | 1.08,41 |
| 3  | Louis Hollaar      | Team Reggeborgh              | 1.08,46 |
| 4  | Thomas Krol        | Team Jumbo-Visma             | 1.08,52 |
| 5  | Wesly Dijs         | Team Reggeborgh              | 1.08,90 |
| 6  | Merijn Scheperkamp | Team Jumbo-Visma             | 1.08,92 |
| 7  | Tijmen Snel        | Team Jumbo-Visma             | 1.09,13 |
| 8  | Janno Botman       | Team Reggeborgh              | 1.09,14 |
| 9  | Stefan Westenbroek | Team Reggeborgh              | 1.09,31 |
| 10 | Gijs Esders        | Team IKO                     | 1.09,45 |
| 11 | Tim Prins          | Gewest Fryslân               | 1.09,58 |
| 12 | Kayo Vos           | Team IKO                     | 1.09,68 |
| 13 | Mats Siemons       | Team Reggeborgh              | 1.09,78 |
| 14 | Armand Broos       | Team IKO                     | 1.09,86 |
| 15 | Dai Dai N'tab      | Team Jumbo-Visma             | 1.09,92 |
| 16 | Serge Yoro         | Team Jumbo-Visma             | 1.10,09 |
| 17 | Sebas Diniz        | Team IKO                     | 1.10,13 |
| 18 | Tjerk de Boer      | Team Albert Heijn Zaanlander | 1.10,24 |
| 19 | Joep Kalverdijk    | Gewest Fryslân               | 1.10,31 |
| 20 | Mika van Essen     | Gewest Fryslân               | 1.10,42 |
| 21 | Rem de Hair        | Gewest Fryslân               | 1.10,73 |
| 22 | Chris Fredriks     | TalentNED                    | 1.10,93 |
| 23 | Elwin Jongman      | Gewest Fryslân               | 1.10,97 |
| 24 | Jarle Gerrits      | Team Jumbo-Visma             | 1.11,28 |

### 1500 meter
| #  | Schaatser             | Ploeg                        | Tijd    |
| -- | --------------------- | ---------------------------- | ------- |
| 1  | Patrick Roest         | Team Reggeborgh              | 1.44,62 |
| 2  | Louis Hollaar         | Team Reggeborgh              | 1.45,42 |
| 3  | Thomas Krol           | Team Jumbo-Visma             | 1.46,07 |
| 4  | Wesly Dijs            | Team Reggeborgh              | 1.46,39 |
| 5  | Jordy van Workum      | Team Jumbo-Visma             | 1.46,50 |
| 6  | Marcel Bosker         | Team Reggeborgh              | 1.46,73 |
| 7  | Tijmen Snel           | Team Jumbo-Visma             | 1.46,80 |
| 8  | Kayo Vos              | Team IKO                     | 1.47,39 |
| 9  | Lex Dijkstra          | Team Reggeborgh              | 1.47,41 |
| 10 | Remo Slotegraaf       | Team Jumbo-Visma             | 1.47,59 |
| 11 | Serge Yoro            | Team Jumbo-Visma             | 1.47,72 |
| 12 | Mats Siemons          | Team Reggeborgh              | 1.47,76 |
| 13 | Tjerk de Boer         | Team Albert Heijn Zaanlander | 1.47,88 |
| 14 | Joost van Dobbenburgh | Gewest Fryslân               | 1.48,29 |
| 15 | Jesse Speijers        | Team IKO                     | 1.48,42 |
| 16 | Gert Wierda           | Team Albert Heijn Zaanlander | 1.48,54 |
| 17 | Joep Wennemars        | Team Jumbo-Visma             | 1.48,72 |
| 18 | Yves Vergeer          | Team IKO                     | 1.48,95 |
| 19 | Chris Huizinga        | Team Jumbo-Visma             | 1.49,01 |
| 20 | Chris Fredriks        | TalentNED                    | 1.49,07 |
| 21 | Joep Kalverdijk       | Gewest Fryslân               | 1.49,27 |
| 22 | Jur Veenje            | Gewest Fryslân               | 1.49,33 |
| 23 | Tim Prins             | Gewest Fryslân               | 1.49,90 |
| 24 | Matthieu Hollaar      | Gewest Fryslân               | 1.50,73 |

### 5000 meter
| #  | Schaatser         | Ploeg                        | Tijd    |
| -- | ----------------- | ---------------------------- | ------- |
| 1  | Patrick Roest     | Team Reggeborgh              | 6.11,71 |
| 2  | Jorrit Bergsma    | Team Jumbo-Visma             | 6.11,91 |
| 3  | Beau Snellink     | Team Jumbo-Visma             | 6.19,37 |
| 4  | Marcel Bosker     | Team Reggeborgh              | 6.19,40 |
| 5  | Kars Jansman      | Team Jumbo-Visma             | 6.19,63 |
| 6  | Gert Wierda       | Team Albert Heijn Zaanlander | 6.21,14 |
| 7  | Jordy van Workum  | Team Jumbo-Visma             | 6.21,22 |
| 8  | Remo Slotegraaf   | Team Jumbo-Visma             | 6.23,11 |
| 9  | Marwin Talsma     | Team Albert Heijn Zaanlander | 6.23,78 |
| 10 | Jesse Speijers    | Team IKO                     | 6.25,47 |
| 11 | Mats Stoltenborg  | Team Jumbo-Visma             | 6.25,73 |
| 12 | Chris Huizinga    | Team Jumbo-Visma             | 6.27,87 |
| 13 | Yves Vergeer      | Team IKO                     | 6.27,92 |
| 14 | Lex Dijkstra      | Team Reggeborgh              | 6.28,42 |
| 15 | Evert Hoolwerf    | Team Reggeborgh              | 6.30,26 |
| 16 | Jeroen Janissen   | Team Bouw en Techniek        | 6.31,06 |
| 17 | Bart Mol          | Team Bouwselect              | 6.32,54 |
| 18 | Sjoerd den Hertog | Team Albert Heijn Zaanlander | 6.32,77 |
| 19 | Stijn van de Bunt | TalentNED                    | 6.34,31 |
|    | Bart Hoolwerf     | Team Reggeborgh              | DQ      |

### 10.000 meter
| #  | Schaatser        | Ploeg                        | Tijd     |
| -- | ---------------- | ---------------------------- | -------- |
| 1  | Patrick Roest    | Team Reggeborgh              | 12.52,22 |
| 2  | Jorrit Bergsma   | Team Jumbo-Visma             | 12.53,17 |
| 3  | Mats Stoltenborg | Team Jumbo-Visma             | 13.01,83 |
| 4  | Beau Snellink    | Team Jumbo-Visma             | 13.03,58 |
| 5  | Kars Jansman     | Team Jumbo-Visma             | 13.04,93 |
| 6  | Marcel Bosker    | Team Reggeborgh              | 13.05,39 |
| 7  | Gert Wierda      | Team Albert Heijn Zaanlander | 13.22,55 |
| 8  | Remo Slotegraaf  | Team Jumbo-Visma             | 13.24,71 |
| 9  | Lex Dijkstra     | Team Reggeborgh              | 13.25,38 |
| 10 | Yves Vergeer     | Team IKO                     | 13.27,67 |
| 11 | Victor Ramler    | Team Reggeborgh              | 13.29,81 |
| 12 | Jesse Speijers   | Team IKO                     | 13.35,12 |

## Vrouwen

### 500 meter
| #  | Schaatser           | Ploeg                       | 1e omloop | 2e omloop | Beste tijd |
| -- | ------------------- | --------------------------- | --------- | --------- | ---------- |
| 1  | Jutta Leerdam       | Team Jumbo-Visma            | 37,80     | 37,57     | 37,57      |
| 2  | Femke Kok           | Team Reggeborgh             | 37,70     | 37,61     | 37,61      |
| 3  | Marrit Fledderus    | Team Reggeborgh             | 37,68     | 37,74     | 37,68      |
| 4  | Michelle de Jong    | Team Reggeborgh             | 38,17     | 37,88     | 37,88      |
| 5  | Dione Voskamp       | Team Novus                  | 38,28     | 37,99     | 37,99      |
| 6  | Naomi Verkerk       | Team Novus                  | 38,28     | 38,10     | 38,10      |
| 7  | Isabel Grevelt      | Gewest Fryslân              | 38,26     | 38,57     | 38,26      |
| 8  | Helga Drost         | Gewest Fryslân              | 38,67     | 38,29     | 38,29      |
| 9  | Esmé Stollenga      | Gewest Fryslân              | 38,29     | 38,44     | 38,29      |
| 10 | Sanneke de Neeling  | Gewest Fryslân              | 38,51     | 38,57     | 38,51      |
| 11 | Marit van Beijnum   | Gewest Fryslân              | 38,85     | 38,52     | 38,52      |
| 12 | Ramona Westerhuis   | Gewest Fryslân              | 38,56     | 38,78     | 38,56      |
| 13 | Jildou Hoekstra     | Gewest Fryslân              | 39,17     | 38,58     | 38,58      |
| 14 | Pien Hersman        | KNSB Talent Team Noordwest  | 38,85     | 38,77     | 38,77      |
| 15 | Maud Lugters        | Gewest Fryslân              | 38,81     | 38,81     | 38,81      |
| 16 | Sylke Kas           | KNSB Talent Team Noordwest  | 38,88     | 39,11     | 38,88      |
| 17 | Sacha van der Weide | Gewest Fryslân              | 39,06     | 38,99     | 38,99      |
| 18 | Chloé Hoogendoorn   | TalentNED                   | 39,26     | 39,16     | 39,16      |
| 19 | Amber Duizendstraal | Team FrySk                  | 39,17     | 39,34     | 39,17      |
| 20 | Anna Boersma        | Team FrySk                  | 39,42     | DQ        | 39,42      |
| 21 | Lotte Groenen       | KNSB Talent Team Zuid       | 40,06     | 39,78     | 39,78      |
| 22 | Henny de Vries      |                             | 39,96     | 39,86     | 39,86      |
| 23 | Amy van der Meer    | Team FrySk                  | 40,03     | 40,51     | 40,03      |
| 24 | Yasmine Bouaziz     | Development SprintTeam Oost | 40,57     | 40,76     | 40,57      |

### 1000 meter
| #  | Schaatser                 | Ploeg                        | Tijd    |
| -- | ------------------------- | ---------------------------- | ------- |
| 1  | Jutta Leerdam             | Team Jumbo-Visma             | 1.13,53 |
| 2  | Antoinette Rijpma-de Jong | Team Jumbo-Visma             | 1.14,91 |
| 3  | Michelle de Jong          | Team Reggeborgh              | 1.15,27 |
| 4  | Marrit Fledderus          | Team Reggeborgh              | 1.15,31 |
| 5  | Isabel Grevelt            | Gewest Fryslân               | 1.15,60 |
| 6  | Femke Kok                 | Team Reggeborgh              | 1.15,67 |
| 7  | Sanneke de Neeling        | Gewest Fryslân               | 1.15,76 |
| 8  | Marijke Groenewoud        | Team Albert Heijn Zaanlander | 1.15,99 |
| 9  | Helga Drost               | Gewest Fryslân               | 1.16,03 |
| 10 | Naomi Verkerk             | Team Novus                   | 1.16,05 |
| 11 | Esmé Stollenga            | Gewest Fryslân               | 1.16,22 |
| 12 | Myrthe de Boer            | Team Jumbo-Visma             | 1.16,43 |
| 13 | Maud Lugters              | Gewest Fryslân               | 1.17,17 |
| 14 | Chloé Hoogendoorn         | TalentNED                    | 1.17,26 |
| 15 | Elisa Dul                 | Team Albert Heijn Zaanlander | 1.17,78 |
| 16 | Ramona Westerhuis         | Gewest Fryslân               | 1.17,80 |
| 17 | Sylke Kas                 | KNSB Talent Team Noordwest   | 1.18,13 |
| 18 | Marit van Beijnum         | Gewest Fryslân               | 1.18,37 |
| 19 | Pien Hersman              | KNSB Talent Team Noordwest   | 1.18,87 |
| 20 | Sanne Westra              | Gewest Fryslân               | 1.19,07 |
| 21 | Anna Boersma              | Team FrySk                   | 1.19,34 |
| 22 | Paulien Verhaar           | Team FrySk                   | 1.19,41 |
| 23 | Sacha van der Weide       | Gewest Fryslân               | 1.19,71 |
|    | Jildou Hoekstra           | Gewest Fryslân               | DNF     |

### 1500 meter
| #  | Schaatser                 | Ploeg                        | Tijd    |
| -- | ------------------------- | ---------------------------- | ------- |
| 1  | Antoinette Rijpma-de Jong | Team Jumbo-Visma             | 1.54,71 |
| 2  | Marijke Groenewoud        | Team Albert Heijn Zaanlander | 1.55,55 |
| 3  | Jutta Leerdam             | Team Jumbo-Visma             | 1.56,52 |
| 4  | Joy Beune                 | Team IKO                     | 1.57,10 |
| 5  | Reina Anema               | Team Jumbo-Visma             | 1.57,63 |
| 6  | Esther Kiel               | Team BDM-BTZ                 | 1.57,76 |
| 7  | Sanneke de Neeling        | Gewest Fryslân               | 1.57,78 |
| 8  | Irene Schouten            | Team Albert Heijn Zaanlander | 1.58,00 |
| 9  | Melissa Wijfje            | Team Albert Heijn Zaanlander | 1.58,13 |
| 10 | Robin Groot               | Team IKO                     | 1.59,16 |
| 11 | Aveline Hijlkema          | Team FrySk                   | 1.59,33 |
| 12 | Elisa Dul                 | Team Albert Heijn Zaanlander | 1.59,70 |
| 13 | Myrthe de Boer            | Team Jumbo-Visma             | 1.59,84 |
| 14 | Isabel Grevelt            | Gewest Fryslân               | 2.00,08 |
| 15 | Jade Groenewoud           | TalentNED                    | 2.00,97 |
| 16 | Chloé Hoogendoorn         | TalentNED                    | 2.01,20 |
| 17 | Paulien Verhaar           | Team FrySk                   | 2.01,32 |
| 18 | Sanne Westra              | Gewest Fryslân               | 2.01,40 |
| 19 | Maud Lugters              | Gewest Fryslân               | 2.02,17 |
| 20 | Naomi van der Werf        | Gewest Fryslân               | 2.02,26 |
| 21 | Eline van Voorden         | Fortune Coffee               | 2.02,92 |
| 22 | Sterre Jonkers            | Gewest Fryslân               | 2.03,23 |
| 23 | Bente Kerkhoff            | KNSB Talent Team Noordwest   | 2.03,41 |
| 24 | Jildou Schaaf             | Gewest Fryslân               | 2.06,97 |

### 3000 meter
| #  | Schaatser                 | Ploeg                        | Tijd    |
| -- | ------------------------- | ---------------------------- | ------- |
| 1  | Irene Schouten            | Team Albert Heijn Zaanlander | 3.59,21 |
| 2  | Antoinette Rijpma-de Jong | Team Jumbo-Visma             | 4.00,13 |
| 3  | Marijke Groenewoud        | Team Albert Heijn Zaanlander | 4.02,72 |
| 4  | Joy Beune                 | Team IKO                     | 4.03,97 |
| 5  | Merel Conijn              | Team Jumbo-Visma             | 4.06,51 |
| 6  | Maaike Verweij            | Team Albert Heijn Zaanlander | 4.08,14 |
| 7  | Reina Anema               | Team Jumbo-Visma             | 4.08,21 |
| 8  | Robin Groot               | Team IKO                     | 4.08,59 |
| 9  | Melissa Wijfje            | Team Albert Heijn Zaanlander | 4.08,83 |
| 10 | Sanne in 't Hof           | Gewest Fryslân               | 4.09,18 |
| 11 | Aveline Hijlkema          | Team FrySk                   | 4.09,26 |
| 12 | Esther Kiel               | Team BDM-BTZ                 | 4.09,32 |
| 13 | Arianna Pruisscher        | Team Albert Heijn Zaanlander | 4.11,30 |
| 14 | Jade Groenewoud           | TalentNED                    | 4.11,66 |
| 15 | Elisa Dul                 | Team Albert Heijn Zaanlander | 4.12,16 |
| 16 | Naomi van der Werf        | Gewest Fryslân               | 4.12,59 |
| 17 | Myrthe de Boer            | Team Jumbo-Visma             | 4.14,78 |
| 18 | Paulien Verhaar           | Team FrySk                   | 4.15,01 |
| 19 | Evelien Vijn              | Team Jumbo-Visma             | 4.16,18 |
| 20 | Eline Jansen              | Team Van Ramshorst           | 4.17,01 |

### 5000 meter
| #  | Schaatser          | Ploeg                        | Tijd    |
| -- | ------------------ | ---------------------------- | ------- |
| 1  | Irene Schouten     | Team Albert Heijn Zaanlander | 6.52,19 |
| 2  | Sanne in 't Hof    | Gewest Fryslân               | 6.58,38 |
| 3  | Merel Conijn       | Team Jumbo-Visma             | 6.58,83 |
| 4  | Arianna Pruisscher | Team Albert Heijn Zaanlander | 7.05,09 |
| 5  | Joy Beune          | Team IKO                     | 7.05,79 |
| 6  | Reina Anema        | Team Jumbo-Visma             | 7.06,76 |
| 7  | Esther Kiel        | Team BDM-BTZ                 | 7.07,03 |
| 8  | Aveline Hijlkema   | Team FrySk                   | 7.09,18 |
| 9  | Maaike Verweij     | Team Albert Heijn Zaanlander | 7.09,35 |
| 10 | Melissa Wijfje     | Team Albert Heijn Zaanlander | 7.09,50 |
| 11 | Robin Groot        | Team IKO                     | 7.13,42 |
| 12 | Naomi van der Werf | Gewest Fryslân               | 7.19,01 |

2005/2006 · 
2006/2007–2014/2015 · 
2015/2016 · 
2016/2017 · 
2017/2018 · 
2018/2019 · 
2019/2020 · 
2020/2021 · 
2021/2022 · 
2022/2023 · 
2023/2024 · 
2024/2025